# Òrgan reproductor
Els òrgans reproductors són aquells necessaris per als processos de la reproducció. Les unitats bàsiques de la reproducció sexual són les cèl·lules germinals masculines i femenines. Per a la reproducció en la majoria de les espècies són necessaris l'òrgan masculí i l'òrgan femení, exceptuant les espècies asexuades que no disposen d'òrgan reproductor, o les espècies hermafrodites les quals ja disposen en un mateix cos els dos òrgans.
En l'espècie humana els òrgans reproductors són:
- Aparell reproductor masculí, format per: penis, testicles, pròstata, vesícules seminals, cada una amb una funció especifica
- Aparell reproductor femení, format bàsicament per: vagina, úter, trompes de Fal·lopi i ovaris.